# Penmarch
Penmarch (bretonisch Penmarc’h) ist eine französische Gemeinde im Département Finistère (Region: Bretagne) mit 5320 Einwohnern (Stand 1. Januar 2022).

## Geografie

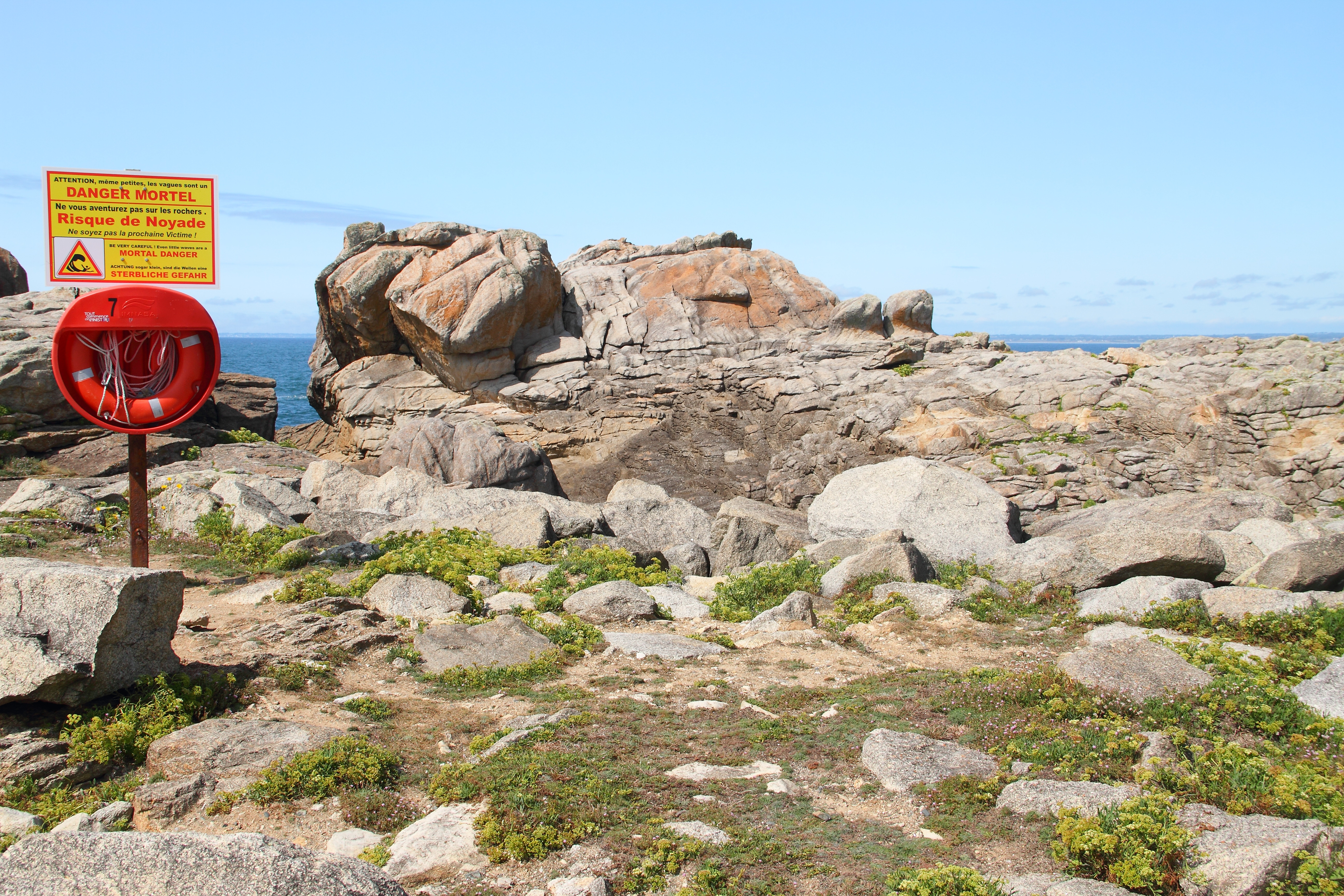
Die Felsküste bei Saint-Guénolé

Die Gemeinde in der Cornouaille besteht neben dem im Binnenland gelegenen Hauptort vor allem aus den Küstenorten Kerity, Saint-Guénolé und Saint-Pierre. Darüber hinaus bestehen diverse kleinere Siedlungen wie Poulguen. Nördlich des Hafens von Saint-Guénolé befindet sich eine Felsenküste, die am Ortsende in den Sandstrand von Pors Carn übergeht.
Zum Gemeindegebiet gehören auch einige der Küste vorgelagerte Inseln wie die Île Nonna und die Inselgruppe Les Étocs.

## Sehenswürdigkeiten
Siehe auch: Liste der Monuments historiques in Penmarch
Zu den Sehenswürdigkeiten gehört neben einigen Kirchen und Kapellen (darunter die unmittelbar an der Küste stehende Chapelle Notre Dame de la Joie, die Pfarrkirche St-Nonna, die frühere Kapelle einer Leprakolonie Ste-Marie-Madeleine, die wieder hergerichtete Kirchenruine Ste-Thumette und die Turmruine von St-Guénolé) und einzelnen Menhiren und Dolmen vor allem der an der Pointe de Penmarc’h gelegene Phare d’Eckmühl, ein 65 Meter hoher Leuchtturm, der Ende des 19. Jahrhunderts erbaut wurde.
Nur wenige Kilometer entfernt findet man bei Saint-Jean-Trolimon die sehenswerte Chapelle de Notre-Dame de Tronoën mit einem der schönsten Kalvarienberge der Bretagne. An der Küste des Ortsteils Saint-Guénolé befinden sich die Felsen von Saint-Guénolé.
Südlich der Ortslage von Poulguen befindet sich das an 35 hingerichtete französische Widerstandskämpfer des Zweiten Weltkriegs erinnernde Mahnmal Poulguen.

## Bevölkerungsentwicklung
| Jahr                       | 1962 | 1968 | 1975 | 1982 | 1990 | 1999 | 2008 | 2017 |
| Einwohner                  | 7652 | 7320 | 6921 | 6463 | 6272 | 5889 | 5633 | 5247 |
| Quellen: Cassini und INSEE |      |      |      |      |      |      |      |      |

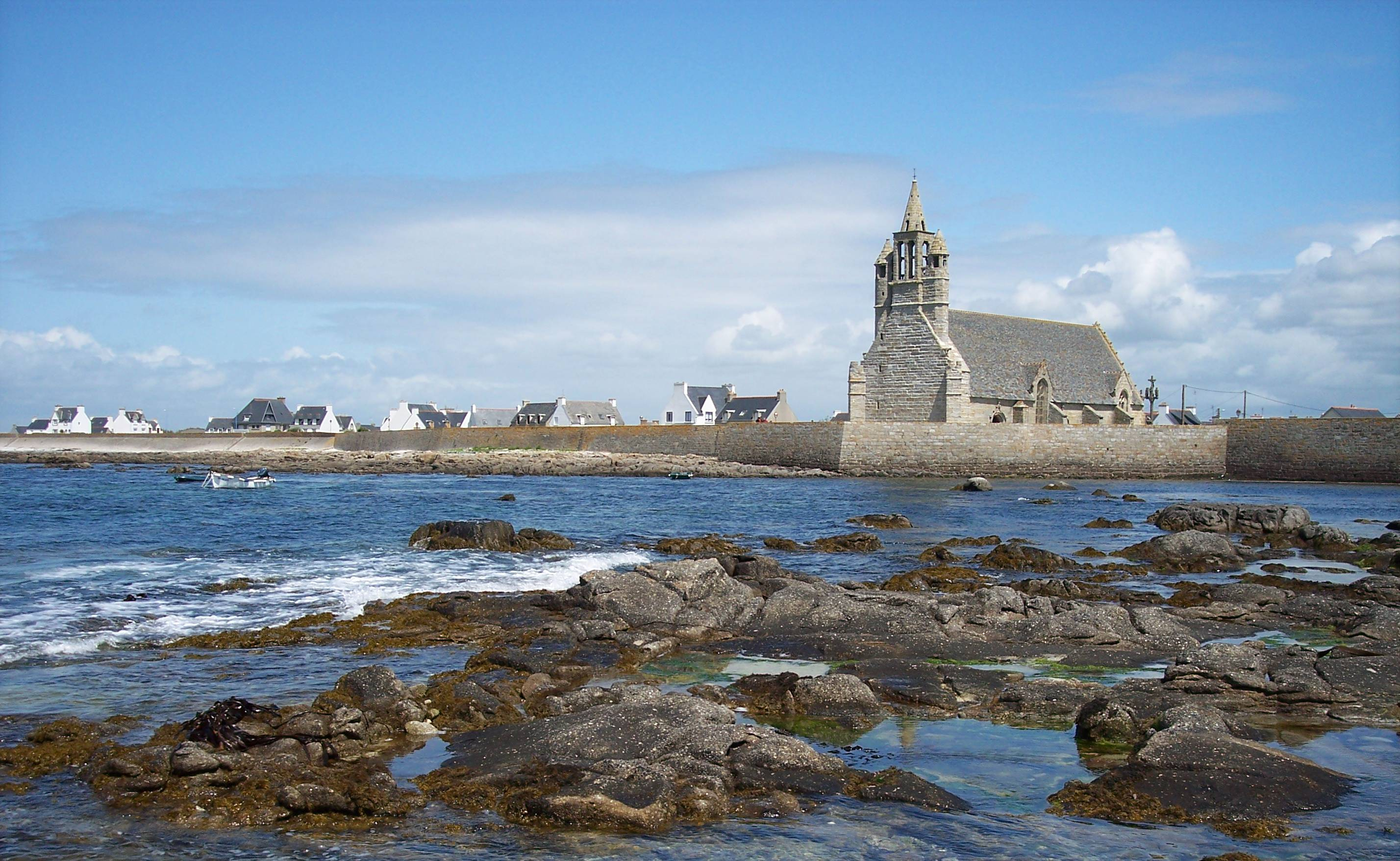
Notre Dame de la Joie
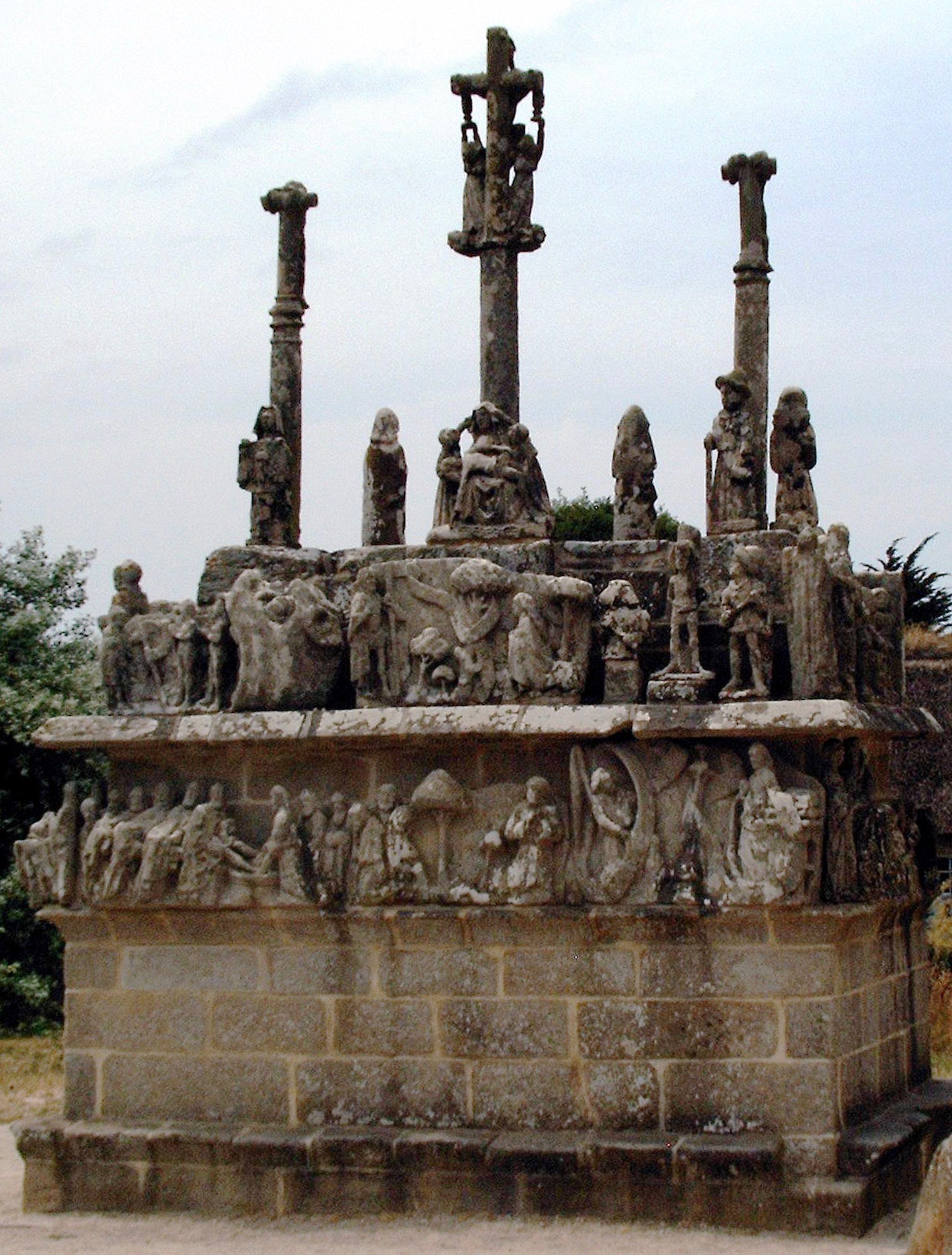
Kalvarienberg vor Saint-Jean-Trolimon
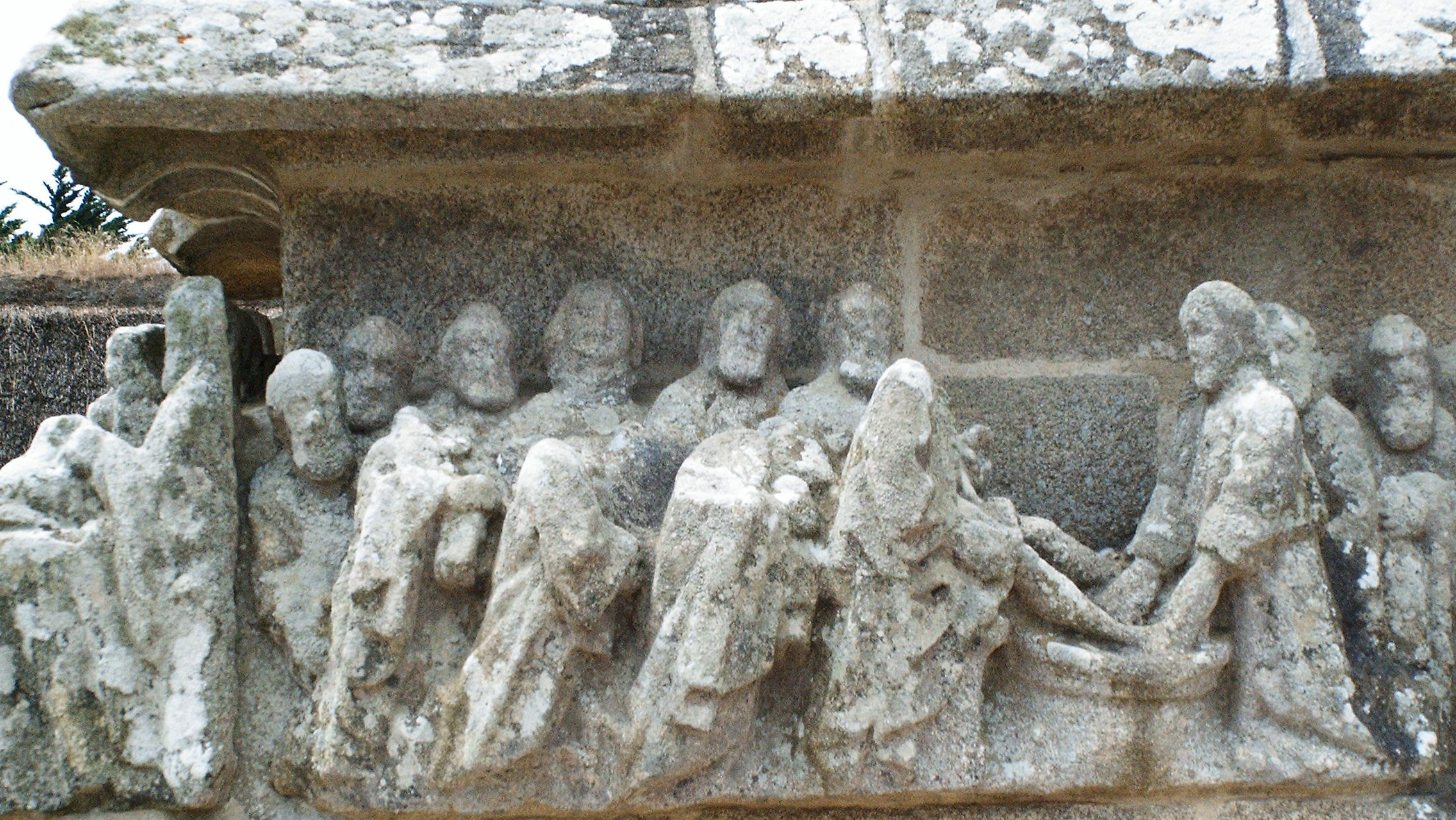
Figuren am Kalvarienberg vor Saint-Jean-Trolimon
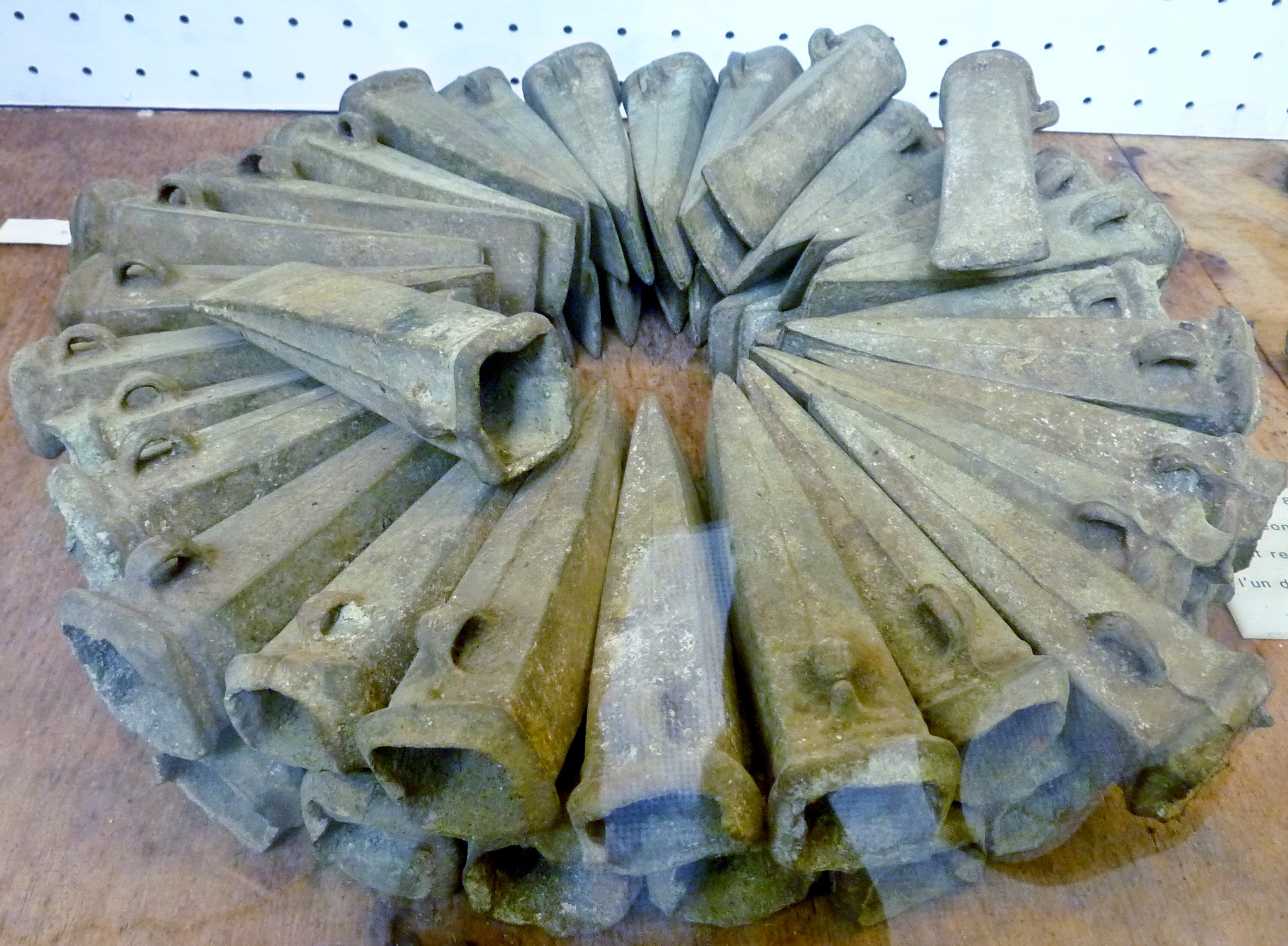
Musée préhistoire Penmarc'h Hortfund von Spézet
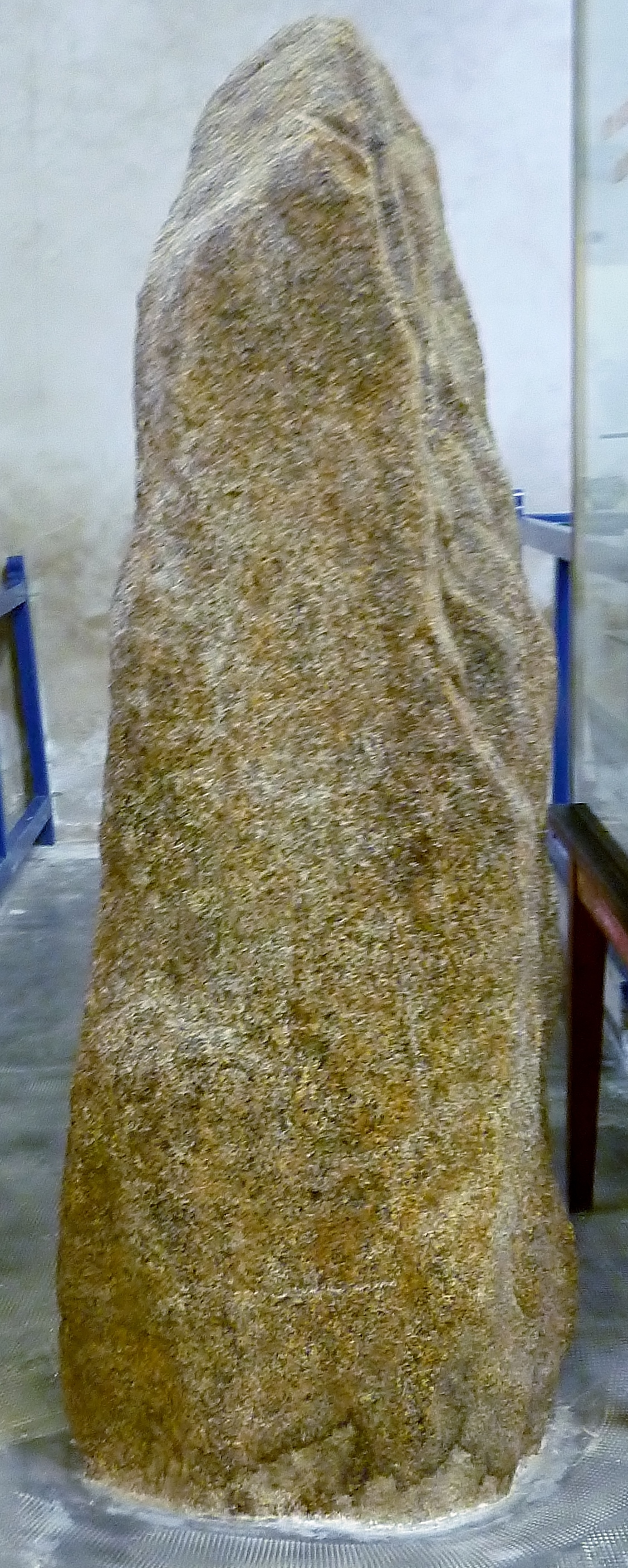
Musée préhistoire Penmarc'h Menhir
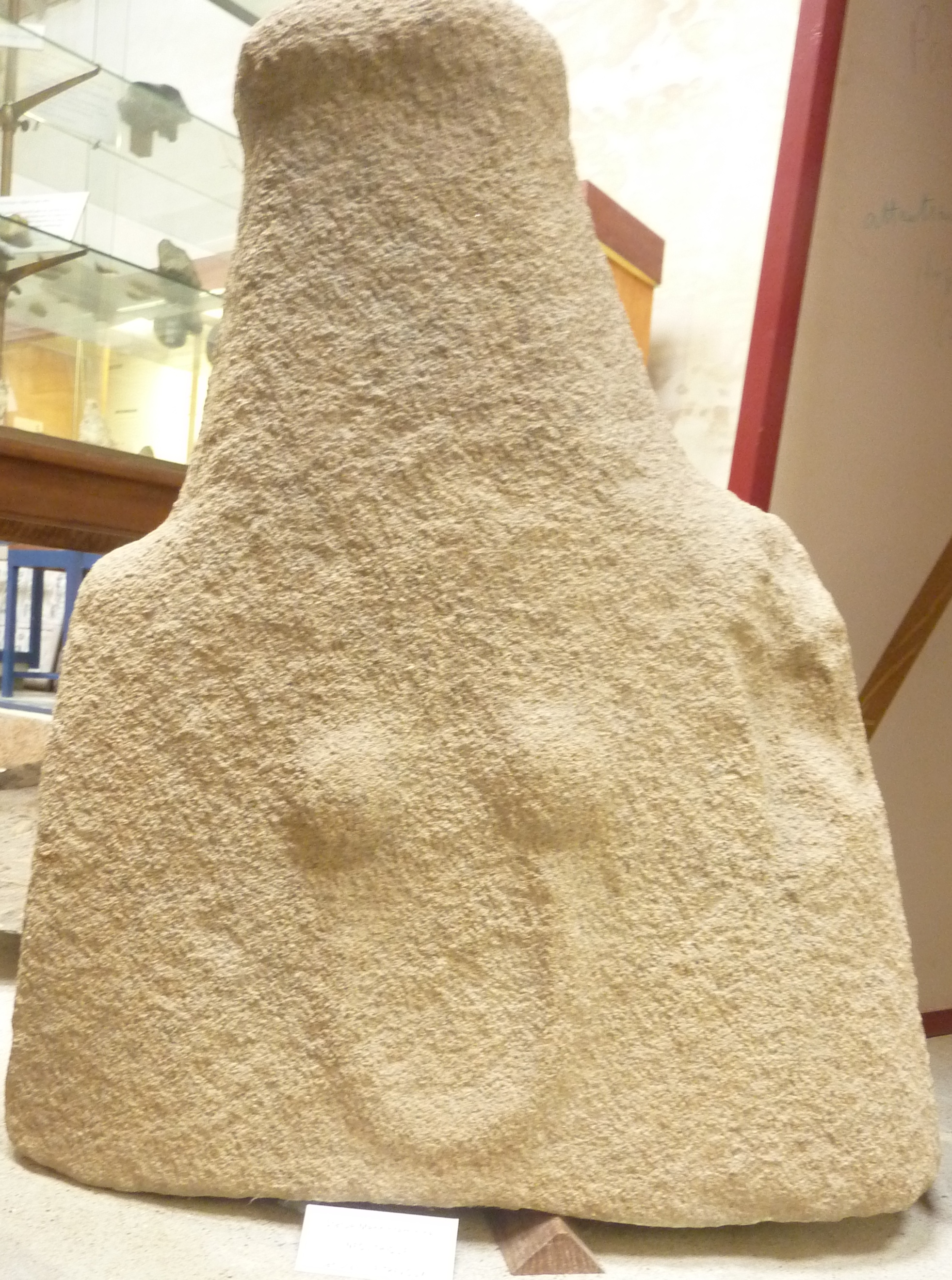
Statuenmenhir
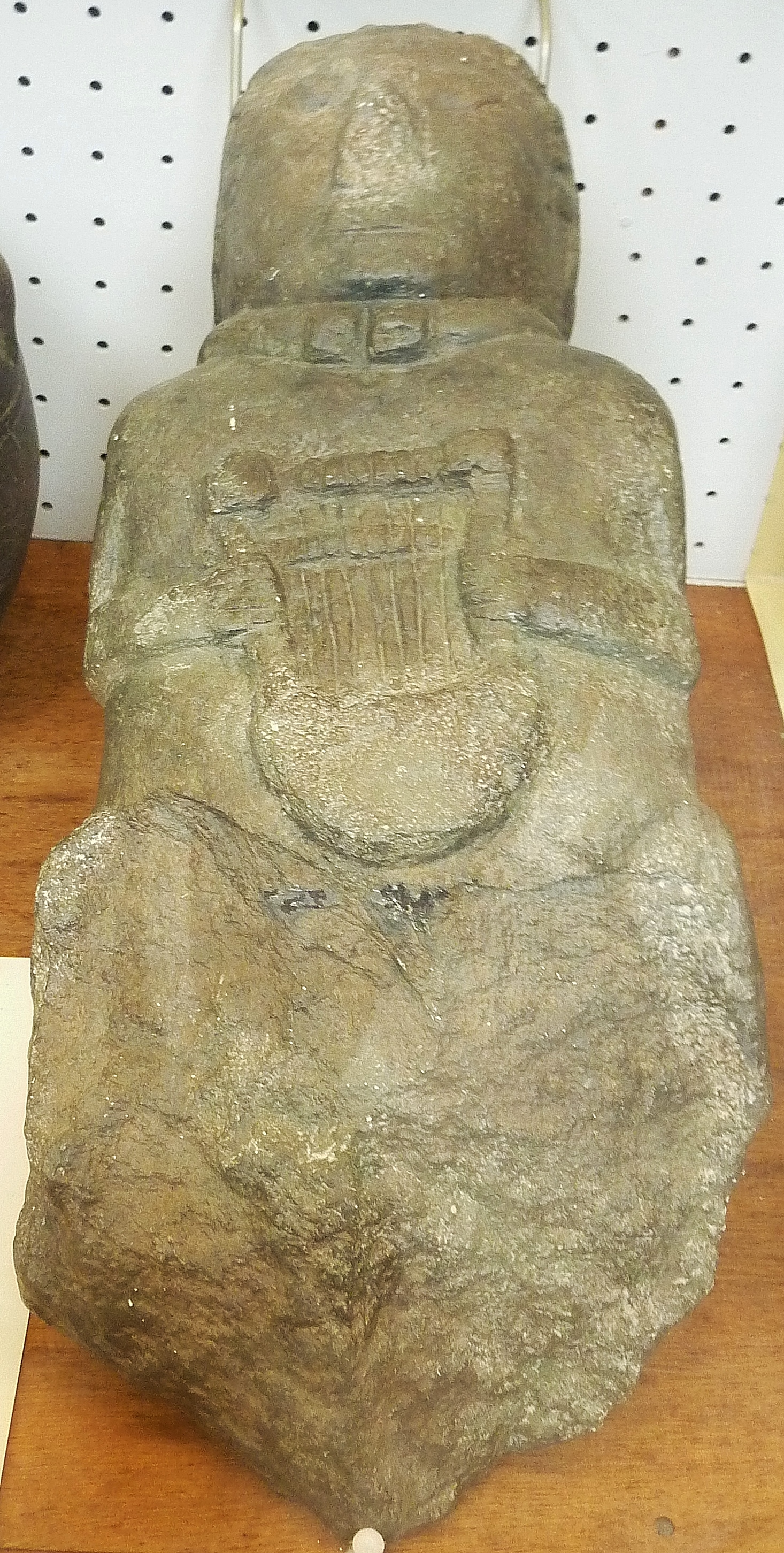
Barde mit der Leier

## Wirtschaft
Im Hafen von Saint-Guénolé ist eine ansehnliche Fischereiflotte beheimatet, die mit einem jährlichen Fang von ca. 14.000 Tonnen zu den bedeutendsten des Landes gehört. Ein großer Teil der Fische wird in einer modernen Versteigerungshalle auf dem Hafengelände angeboten, ein gewisser Teil in Konservenfabriken vor Ort verarbeitet.

## Trivia
In Penmarch spielt die Franklins Tale aus den mittelalterlichen Canterbury Tales von Geoffrey Chaucer.